# Montecilfone
Montecilfone – miejscowość i gmina we Włoszech, w regionie Molise, w prowincji Campobasso.
Według danych na rok 2004 gminę zamieszkiwało 1588 osób, 72,2 os./km².